# Mellofono
Il mellofono è uno strumento della famiglia degli ottoni che trova impiego nelle marching band, nel registro dei corni.
Il suo aspetto è simile a quello dei più comuni flicorni soprani, dai quali si distingue per il canneggio più lungo e la campana molto grande e rastremata. Rispetto ai corni tradizionali, pur essendo anch'esso intonato in Fa, il mellofono ha il canneggio lungo la metà, che riduce la difficoltà di esecuzione; si caratterizza altresì per la capacità di proiettare il suono in avanti, verso il pubblico, particolarmente utile durante le marce e all'aperto. Viene suonato sia con bocchini a tazza, simili a quelli della tromba, sia con bocchini più conici. Il timbro sarà a seconda più chiaro o più scuro. Oggi esistono in commercio anche corni da parata di aspetto molto simile, con naturalmente canneggio più lungo.

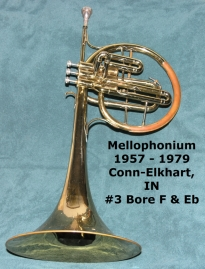
Variante di mellofono: il rarissimo mellophonium

Lo strumento è stato valorizzato anche nel jazz dal trombettista statunitense Don Elliott, che lo introdusse nel genere nel 1953.